# アラ・パキス

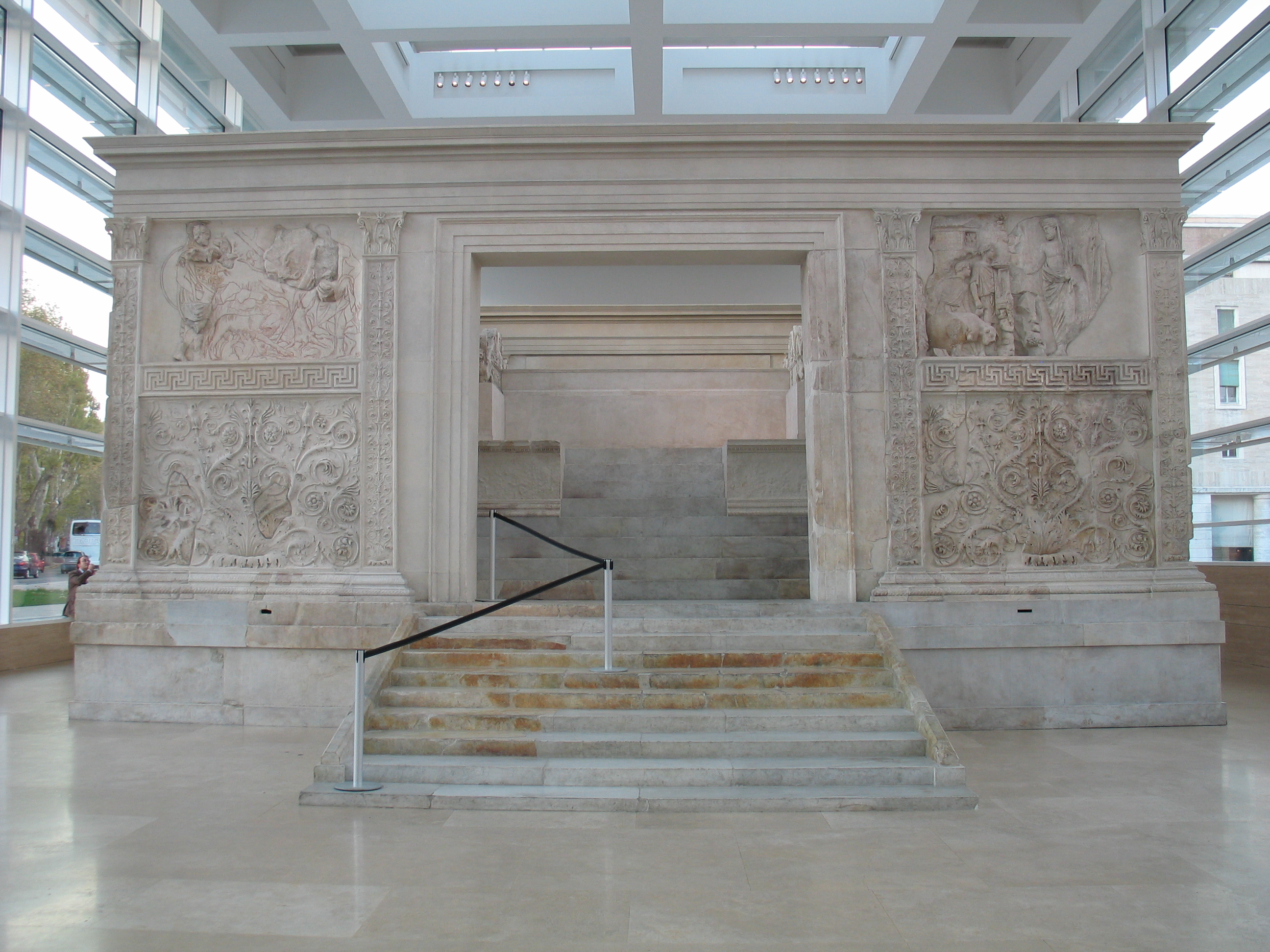
復元された「アラ・パキス・アウグスタエ（アウグストゥスの平和の祭壇）」

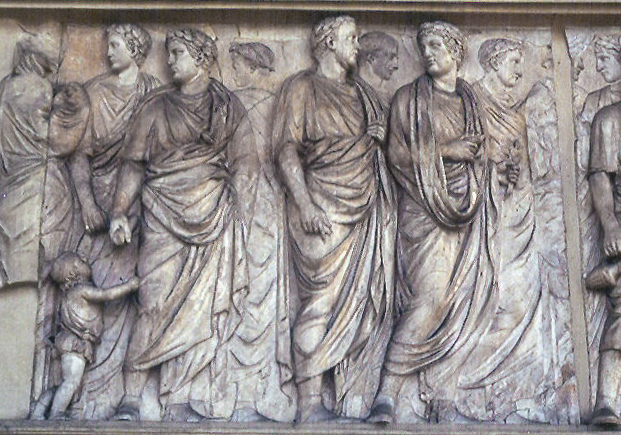
アラ・パキス北面:元老院議員たちの浮き彫り装飾

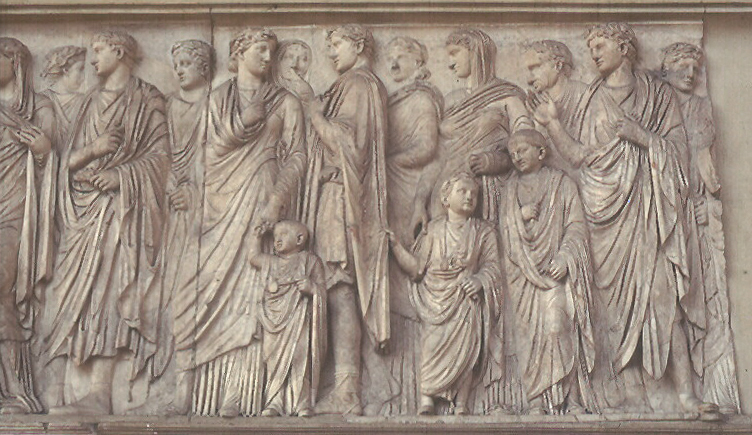
アラ・パキス南面:アウグストゥスをローマの大祭司として描き、家族と共に描いている浮き彫り装飾

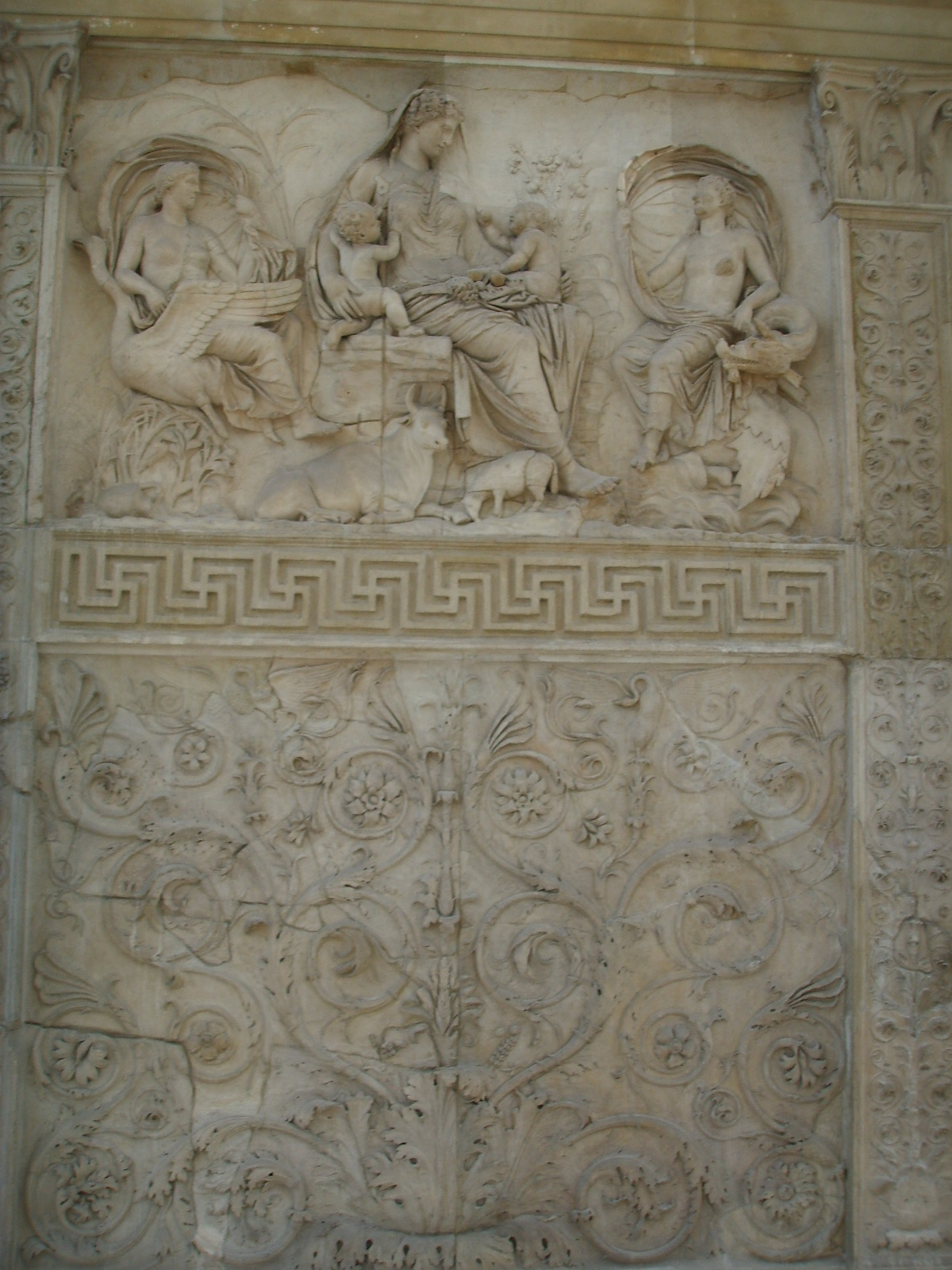
アラ・パキスのテルス（大地の女神）のパネル

アラ・パキス・アウグスタエ（Ara Pacis Augustae）はパークス（平和の女神）の祭壇で、ラテン語で「アウグストゥスの平和の祭壇」の意。通称はアラ・パキス (Ara Pacis)。紀元前13年7月4日、元老院がヒスパニアとガリアで大勝利を収め帰還するローマ皇帝アウグストゥスの栄誉を称えて製作を依頼し、紀元前9年1月30日、アウグストゥスの勝利によってローマ帝国に平和がもたらされたことを祝って元老院が奉献した。祭壇はローマ市民の宗教観を視覚化したものとされている。また、ローマ帝国の軍事的優位による「パクス・ロマーナ（またはパクス・アウグスタ）」がもたらした平和と繁栄の象徴とされ、それを実際にもたらしたユリウス＝クラウディウス朝の記念碑とされた。

## 祭壇
アラ・パキスは白い大理石で精緻に彫刻された壁に囲まれており、その壁には伝統的なローマの敬虔さを表した場面が描かれており、皇帝とその家族が神々に生贄を捧げている場面が描かれている。生贄として捧げられる家畜も彫刻の中に描かれている。中にはトガをフードのように頭から被った者も描かれている。これは、彼らが聖職者として公式な資格で行動していることを表している。また、月桂冠を被った人物も描かれており、勝利を象徴している。男女や子供たちが全て神々の方向に進もうとしている。市民の平和というテーマはユリウス＝クラウディウス朝や文明の力としての宗教の重要性と結びつき、アウグストゥス自身の言によれば、この機会に宗教儀礼を意識的に再生させようとしたという。
この祭壇はアウグストゥス時代の彫刻で現存するものの中でも最も有名で、一般に傑作とされている。その中に描かれている人々はギリシア彫刻によく見られるような理想化したものではなく、実際に当時の有名人に似せて彫刻したものと見られ、今日でも一部の個人名が判っている。
G. Karl Galinsky は、アラ・パキスの彫刻は装飾である前に記号的意味を持ち、図像学的にいくつかの重要な点があると指摘した。アラ・パキスと同様の公開されているローマの記念碑の研究によれば、そのような装飾には伝統的に政治的な意図が象徴的に含まれており、王朝や帝国の方針を強調しているとされている。アラ・パキスは、ジョルジュ・デュメジルが提唱した「三機能仮説」の「主権」・「軍事力」・「生産力」を具現化しているとされている。Peter Holliday は、単なる詩的な引喩として扱われていた黄金時代の祭壇を具現化したことが、ローマの一般大衆の多くに強い印象を与えただろうと指摘している。アラ・パキスは、当時の大衆が恐れていた「歴史は繰り返す」という考え方への対策であり、アウグストゥスの治世によって、当時の歴史観で予言されていた世界の破滅的大変動が回避されることを約束したものだった。

## 人物像
アラ・パキスの表面にある長い浮き彫り（現在の配置から北壁と南壁と呼ばれている）には、西に向かって進む人々が描かれており、アウグストゥスが生み出した平和を祝って感謝を捧げようとしている姿が描かれている。これら人物像は、リクトル（ファスケスを持った有力者の護衛）、聖職者（4つの主要な collegia のうちの3つ — Pontifices, Septemviri, Quindecemviri）、女性と子供（主に皇帝の家族）、随行人（宗教的目的に欠かせない無名の人物）の4種類に分類されている。
さらに数人のローマ人でない子供が描かれており、賓客（または人質）と思われる。服装がローマ風でないことから明らかであり、このような人々が式典に参加するということは、他の国家がローマに若者を留学させてローマの方法を学ばせているということを宣伝する目的があり、ローマの名誉を高める効果がある。
ここに描かれた式典は紀元前13年の夏に行われたが、元老院がアラ・パキスの建設を決議した7月4日とは限らない。

## 西壁と東壁
東と西の壁には2つのパネルがあり、それぞれ1つは保存状態がよいが、もう一方は一部しか現存していない。
東壁の保存状態の悪いパネルには女性闘士 (bellatrix) が描かれており、ローマではないかと言われている。敵から没収した武器の山に座っており、そのように武器を没収することで敵勢力が戦争できないようにし、平和をもたらしたことを意味している。この場面は、ローマ神の座った姿を描いた硬貨に基づいて復元されている。アラ・パキスの復元の際に、Edmund Buchner や他の学者がこのパネルの想像図を描き、それをもとに復元した。オリジナルのごく一部しか現存していない場合によく行われる手法だが、正しいとは限らない。
東壁のもう1つのパネルは保存状態がよいが、描かれているのが何であるかについては議論がある。座った女神の膝の上に双子が描かれており、肥沃さと繁栄を描いたものと思われる。この女神が誰なのかについては、テルース、ウェヌス、パークスといった説がある。祭壇の意図を考えればパークスが最もふさわしいが、今もってこの女神の正体については議論が続いている。
西壁にも2つのパネルがある。一部しか現存していない方のパネルは「ルペルカーリア祭のパネル」と呼ばれており、ロームルスとレムスをファウストゥルスが見つけたところをマールスが見ているという場面を描いている。
保存状態がよい方のパネルは、年老いた聖職者が豚を生贄に捧げ、2人の随行人がそこに立ち会っている様子を描いている。Johannes Sieveking は約1世紀前に、これがウェルギリウスらが描写した場面であることを初めて指摘した。すなわち、アイネイアースがイタリア半島にたどり着いて、雌豚とその子豚を生贄としてユーノーに捧げた場面だという。この指摘は学界に即座に受け入れられた。1960年代、Stephan Weinstock はアラ・パキスの目的も含めて新たな解釈に挑戦し、Sievekingらが気づかなかった不一致を多数指摘した。その後も Paul Richardson が新たな解釈を提案し、Paul Rehak はパークスとユーノーの門に関係が深いローマ王ヌマ・ポンピリウスが描かれているという解釈を発表した。

## 北壁
北壁には約46人の人物像が現存している。先頭の手前に描かれた2人の人物はリクトルであり、（ローマの権威を象徴する）ファスケスを持っている。それに続く人物（複数）は Septemviri Epulones の聖職者であり、彼らが持つ香箱がそれを象徴している。
その後に続くのは Quindecemviri Sacris Faciundis の聖職者であり、やはり運んでいる香箱で見分けられる。名前が表しているように正確には15人のはずだが、南壁に描かれているアウグストゥスとアグリッパもその一員であることを考慮すると全部で23人が描かれていることになる。北壁には21人が描かれている。
北壁の残りの部分には皇帝の家族が描かれている。多くの学者はベールを被った先頭の人物がアウグストゥスの娘ユリアだとしている。しかし、ユリアは南壁にも描かれており、小オクタウィアではないかという説もある。他にも、大マルケッラや小マルケッラ（小オクタウィアの娘）、マルクス・アントニウスの息子ユッルス・アントニウス、他の皇族の子供が描かれているといわれている。ヘレニズム風の服装の若者は侍祭 (camillus) の格好をしたガイウス・カエサルとされることがある。Gaius Stern は学位論文の中でプルタルコスの見過ごされていた一節に言及し、この侍祭は Flamen Dialis の若い付添い人だとした。Sternはこの人物はガイウス・カエサルではなく、アフリカを代表するマウレタニアのプトレマイオスであり、他にヨーロッパを代表するドイツの少年とアジアを代表するペルシアの王子が描かれていると主張した。

## 保存
この祭壇は本来ローマの北の郊外、フラミニア街道の西側でカンプス・マルティウスの北西の端に置かれたもので、その場所はアウグストゥスが記念碑の複合施設として開発させた場所だった。すなわちアラ・パキス・アウグスタエはテヴェレ川の氾濫原にあり、数世紀にわたる氾濫によって4メートルの沈泥に埋まった。

## 発掘と復元
1568年、San Lorenzo in Lucina のバシリカの地下でアラ・パキスの彫刻の破片が発見され、ヴィラ・メディチ、バチカン美術館、ウフィツィ美術館、ルーヴル美術館に収蔵された。1859年、イタリア代議院に近いオリンピア劇場 (en) の地下で新たな破片が見つかり、1568年に見つかった破片と同じ記念碑のものとわかった。
Friedrich von Duhn は1903年、これらのレリーフの破片がアウグストゥスの記念碑であるアラ・パキスのものと認識し、政府に対して発掘の継続を要求した。Edoardo Almagià がこの発掘を支援した。同年7月、それ以上の発掘は難しく、オリンピア劇場の安定性も損なわれかねないことが明らかとなった。アラ・パキスの約半分にあたる53の破片が回収されたころ、発掘の中止が命じられた。
1937年2月、イタリア政府はアウグストゥス生誕2000年記念事業として最新技術を使って新たに発掘を行うことを宣言した。オリンピア劇場だった場所の地下の70立方メートルの土を凍結し、祭壇の発掘を行った。1938年、ベニート・ムッソリーニは Vittorio Ballio Morpurgo に命じてアウグストゥス廟の近くにアラ・パキスを収める建物を建設させ、ファシスト党イタリアを美化する古代ローマの「テーマパーク」を作ろうとした。
現在はムッソリーニが建設させたのと同じ場所に、アメリカ人建築家リチャード・マイヤーが設計した建物がある。この新たな建物（アラ・パキス博物館）は2006年に公開され、その現代的外観がローマの風景にそぐわないとして議論を呼んだ。ニューヨーク・タイムズのニコライ・ウリソフはこの建物を「失敗 (flop)」だとした。2008年4月にローマ市長となった ジャンニ・アレマノ と、同年7月に文化次官となった Francesco Maria Giro はこの建物を解体して移転させると述べている。